# 檔案法
檔案法（英語：Public Records Act）一般通過當地立法管理政府所產生的非機密文件，確保檔案得到妥善管理和保护，當中過程包括：建立，封存，公開。
檔案法亦有助傳媒於採訪、調查和研究工作時順利展開其工作。同時有助市民了解政府運作。

## 檔案法四大重點
1. 通過檔案法以規管政府部門及公職人員（規定公職人員在公事過程當中必須立檔以及存檔）
2. 公事完成後檔案必須送到檔案管理部門經專家鑑定（如有歷史價值將會移送合適環境永久保存）
3. 在立檔之後檔案必須在專業的管理下保存（妥善管理檔案是作為問責基礎）
4. 所有檔案須訂立檔案封存期（在檔案到期後必須開放予公眾閱覽）[2]

## 各地檔案法立法情況
- 美国於1967年7月5日頒布信息自由法。其後在美國前總統奧巴馬在首天上班時便簽署行政指令以增加政府的透明度和國民的知情權
- 英国於1838年通過公共记录法的立法。其後在2005年1月由信息自由法取代原有的公共记录法並規定封存期為20年[3]
- 中华人民共和国於1987年9月5日由全國人民代表大會常务委员会通过立法，並自1988年1月1日起施行，其后于1996年以及2016年两次修正，并于2020年进行了大幅度修订，新修订的《中华人民共和国档案法》于2021年1月1日起施行。[4]
- 中華民國於1999年12月15日由立法院通過立法，由時任總統李登輝簽署公佈，並自2002年1月1日起施行。其後於2008年7月2日再次修法，近期修訂的《中華民國檔案法》於2008年9月1日起施行。[5]
- 香港自2011年開始有聲音要求立檔案法，但到目前為止仍未立法；現只有對政府全無約束力的「公開資料守則」[1]
- 澳門2023年通過《檔案法》，自2024年3月14日起生效。